# 제4항공및방공군
제4항공및방공군은 러시아 공군의 항공군이다. 로스토프 온 돈에 사령부가 있다. 남부군관구에 배속되어 있다.

## 역사
제4공군(4 Vozdushnaya Armiya)은 소련 공군의 편대였으며 1992년부터 2009년까지 러시아 공군의 일부였다. 1998년부터 부대는 제4방공군으로 지정되었다.
1942년 5월 22일 소련 남부 전선 공군에서 창설되어 1945년까지 동부 전선에서 싸웠다. 1949년에는 제37공군으로 재편성되었다. 1968년 4월 4일 폴란드에서 재편성되어 20년 넘게 북부군과 함께 활동했으며 1992년 8월에는 북부 코카서스 군구로 이동했다.
1980년대에 Su-24가 도입되면서 부대의 임무가 크게 바뀌었다.
2009년 제4방공군사령부가 되었다가 2015년 사령부에서 개편되었다.
러시아, 북한은 부대가 명예를 획득하면 "근위"라는 호칭을 부여한다.

## 우크라이나
2021~2022년 러시아-우크라이나 위기에서, 제4공군이 주목받고 있다. 제4공군은 우크라이나에서 빼앗은 크림반도의 공군기지를 관할하고 있다.

## 조직

### 2020년
항공군
- 제1근위혼성항공사단(크림스크)
  - 제3근위전투항공연대(크림스크): 2개 비행대대 Su-27SM3 플랭커
  - 제31근위전투항공연대(밀레로보): 2개 비행대대 Su-30SM
  - 제559폭격항공연대(모로조브스크): 3개 비행대대 Su-34
  - 제368공격항공연대(Budennovsk/Stavropol region): 2개 비행대대 Su-25SM/SM3
- 제4혼성항공사단(마리노브카)
  - 제11혼성항공연대(마리노브카): 2개 비행대대 Su-24M/M2/MR
  - 제960공격비행연대(Primorsko-Akhtarsk): 2개 비행대대 Su-25SM/SM3
- 제27혼성항공사단(벨벡) - 크림반도
  - 제37혼성항공연대(Gvardeyskoe-Simferopol): 1개 비행대대 Su-24M/SVP-24/MR; 1개 비행대대 Su-25SM
  - 제38근위전투항공연대(벨벡): 2개 비행대대 Su-27P/SM
  - 제39헬기항공연대(잔코이)
- 사령부 직속
  - 제535독립혼성항공연대(로스토프 온 돈), 혼성 수송기 비행대대 2개. An-26RT, An-12BK, Tu-134, L-410UVP-E20
  - 제3624공군기지(Erebuni, Armenia): 전투기 비행대대 1개, 혼성 헬기 비행대대 1개. MiG-29, MiG-29UB, Mi-24P, Mi-8MTV, Mi-8SMV-2; MiG-29는 2020년에 Su-30으로 교체될 예정이다.
- 항공군 비행대
  - 제16항공군비행여단(Zernograd)
  - 제55독립헬기연대(Korenovsk)
  - 제387독립헬기연대(Budennovsk)

방공군 및 지원부대
- 제51방공사단(로스토프 온 돈)
  - 제1536대항공기로켓연대(로스토프 온 돈)
  - 제1537대항공기로켓연대(Novorossiysk)
  - Two battalions: 8 S-400/8 S-300PM launchers; second battalion with 6 launchers 96K6 Pantsir-S1 SAM.
  - 제1721대항공기로켓연대(소치)
  - 제339th Radio-Technical Regiment (Tinaki, Astrakhan)
  - 제338th Radio-Technical Regiment(로스토프 온 돈)
- 제31방공사단(세바스토폴) - 크림반도
  - 제12대항공기로켓연대(세바스토폴)
  - 제18근위대항공기로켓연대(Feodosia)
  - 제3rd Radio-Technical Regiment (Lyubimovka, 세바스토폴)
- 제7군사기지(영어판)(Primorskoe, Abkhazia - S-400, S-300 SAM)
- 제988대항공기미사일연대 (Gyumri, Armenia - S-300V4/Buk-M1-2 SAMs)
- Support Center(로스토프 온 돈)
  - 제1017방공지휘소(로스토프 온 돈)
  - 제214본부통신소(Novocherkassk)